# Deux Préludes op. 27
Les Deux préludes opus 27 forment un cycle de préludes pour piano d'Alexandre Scriabine composé en 1899.

## Discographie
Il existe un enregistrement de Vladimir Sofronitsky, l'élève spirituel de Scriabine, datant de 1938.